# 吉田和生 (声優)
吉田 和生（よしだ かずき、1993年11月24日 - ）は、日本の男性声優。静岡県出身。ステイラック所属。

## 来歴
2017年、Follow-Up養成所入所。2020年、ステイラック所属。

## 人物
特技は、バドミントン、野球、バク転、ダーツ。

## 出演

### テレビアニメ
2023年
- トモちゃんは女の子!（生徒、不良、クラスメイト、空手部員）
- 英雄王、武を極めるため転生す 〜そして、世界最強の見習い騎士♀〜（騎士）
- マッシュル-MASHLE-（2023年 - 2024年、警官、受験生、生徒、アビスの父） - 2シリーズ
- アイドルマスター シンデレラガールズ U149（社員A）
- 彼女が公爵邸に行った理由
- 東京ミュウミュウ にゅ〜♡（黒服）
- わたしの幸せな結婚（呪術師、呪術師たち）
- ダークギャザリング（霊）
- るろうに剣心 -明治剣客浪漫譚- (2023)（警官、手下、野次馬）
- 薬屋のひとりごと（武官）

2024年
- 道産子ギャルはなまらめんこい（生徒）
- 異世界でもふもふなでなでするためにがんばってます。（獣使い、統括本部隊長）
- シンカリオン チェンジ ザ ワールド（男子B、男子、生徒）
- 戦隊大失格（青嶋理久人）

2025年
- 誰ソ彼ホテル（警察）
- 花は咲く、修羅の如く（審査委員長）
- 黒執事 -緑の魔女編-（軍人）
- 日々は過ぎれど飯うまし（駅前商店街の買い物客）
- 最強の王様、二度目の人生は何をする?（冒険者）

### Webアニメ
- 終末のワルキューレ（2021年）[31]

### ゲーム
- 誰ガ為のアルケミスト（2022年、リンドレイク[20][32]）
- アスタータタリクス（2023年、ヴォールス[20][33]）
- 戦国小町苦労譚 語絵巻 - カタリエマキ -（代一[34]）

### シリーズ一覧
1. ↑  第1期（2023年）、第2期『神覚者候補選抜試験編』（2024年）